# Maybe (chanson des Chantels)
Maybe est une chanson du groupe féminin américain Les Chantels. Publiée en single (sous le label End Records) en décembre 1957, elle a atteint la 15e place du palmarès Hot 100 du magazine musical américain Billboard, passant en tout 18 semaines dans le hit-parade. 
En 2004, Rolling Stone a classé cette chanson, dans la version originale des Chantels, 195e sur la liste des « 500 plus grandes chansons de tous les temps » (en 2010, le magazine rock américain a mis à jour sa liste, maintenant la chanson est 199e). Elle fait également partie de la liste étendue des 660 « chansons qui ont façonné le rock 'n' roll » du Rock and Roll Hall of Fame.

## Composition
Originellement, la chanson a été créditée à George Goldner, mais en fait elle a été écrite par Arlene Smith (la chanteuse principale des Chantels, alors âgée de 16 ans). L'enregistrement des Chantels a été produit par Richard Barrett.